# Пеаль-де-Бесерро
Пеаль-де-Бесерро (ісп. Peal de Becerro) — муніципалітет в Іспанії, у складі автономної спільноти Андалусія, у провінції Хаен. Населення — 5523 особи (2010).
Муніципалітет розташований на відстані близько 280 км на південь від Мадрида, 60 км на схід від Хаена.
На території муніципалітету розташовані такі населені пункти: (дані про населення за 2010 рік)
- Орнос: 120 осіб
- Пеаль-де-Бесерро: 5360 осіб
- Сьєрра-де-Ель-Альмісеран: 11 осіб
- Тоя: 32 особи

## Демографія
Динаміка населення (INE ):

## Галерея зображень

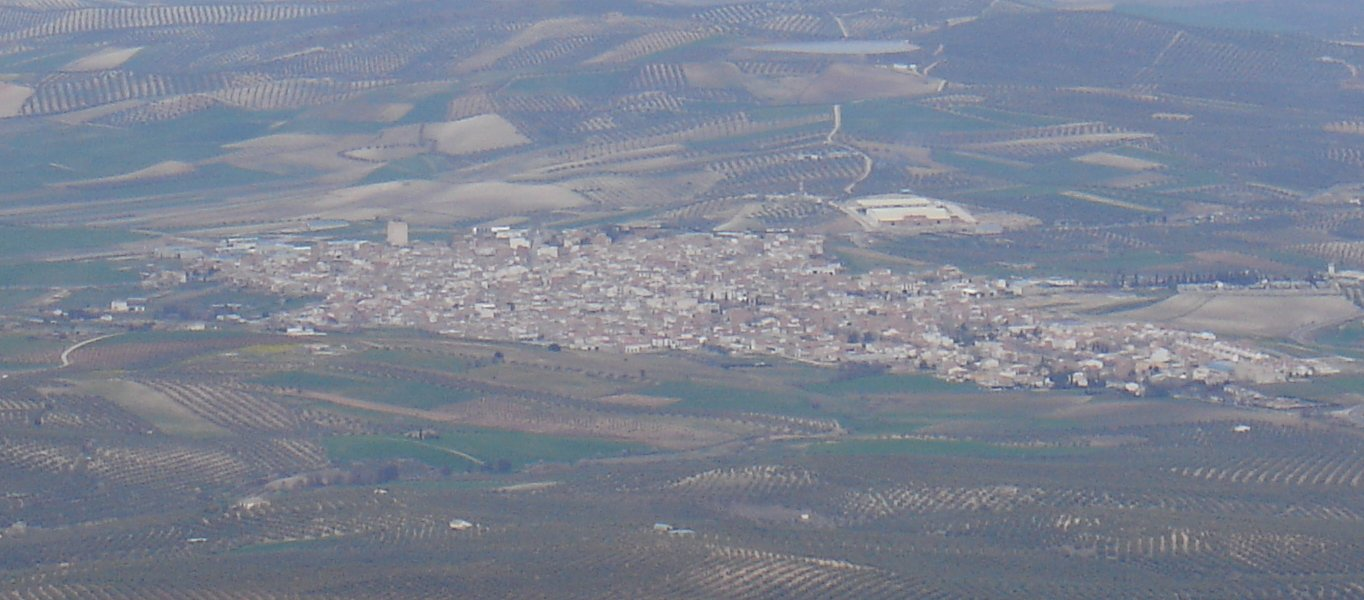
Пеаль-де-Бесерро